# Yunnan-Scharnierschildkröte
Die Yunnan-Scharnierschildkröte (Cuora yunnanensis) ist eine extrem seltene Schildkrötenart aus der Gattung der Scharnierschildkröten. Sie galt fast 100 Jahre als ausgestorben, bis sie im Jahre 2004 wiederentdeckt wurde.

## Merkmale
Der Carapax erreicht eine Länge von 17,5 Zentimetern bei den Weibchen und 15 Zentimetern bei den Männchen. Er ist bei Männchen schwach gewölbt und hinter der Mitte am breitesten, bei Weibchen mittelhoch gewölbt und oval. Er enthält einen deutlichen Vertebralkiel sowie zwei schwache Längskiele. Die Wirbelschilde der Alttiere sind gleich lang und breit, jedoch viel schmaler als die angrenzenden Rippenschilde. Die hinteren Marginalschilde sind bei den Alttieren glatt und bei den Jungtieren etwas gerieft. Die Färbung des Carapax variiert von kastanienbraun bis oliv. In einigen Exemplaren können der Rand und die Kiele gelb sein. Der Plastron ist gut entwickelt, das Scharnier ist jedoch schwach ausgeprägt und der Hinterlappen ist nicht vollständig geschlossen. Die Färbung des Brustpanzers ist oliv bis braun mit schwarzen Fugen und einem gelblichen Rand. Längs der mittleren Randplatten verläuft ein schwarzes Band. Auf jedem Plastronschild ist ein großer rotbrauner Fleck zu erkennen. Der Oberkiefer ist nicht hakenförmig, die Schnauze ist jedoch spitz und etwas hervorstehend. Über den oliven bis braunen Kopf verläuft ein schmaler, gelber Streifen von den Augen bis zum Nacken. Ein zweiter gelber Streifen erstreckt sich von Mundwickel bis zum Nacken. Kinn und Kehle sind gelb bis orange mit olivfarbenen Marmorierungen. Der Hals ist oliv bis braun mit zwei orangefarbenen Streifen an jeder Seite. Die Beine und der Schwanz sind oliv bis braun mit orangefarbenen Strähnen. Die Männchen haben längere, dickere Schwänze. Der Steiß befindet sich außerhalb des Carapax.

## Vorkommen
Zwölf Exemplare wurden bis 1906 auf dem Yunnan-Plateau in China gesammelt. John B. Iverson gibt als Herkunftsort die  Regionen nahe Dongchuan und Kunming in der Yunnan-Provinz an. Die Art wurde mittlerweile in freier Wildbahn in der Provinz Yunnan nachgewiesen. Aufgrund des Artenschutzes wird dieser Ort streng geheim gehalten.

## Status
1996 wurde die Yunnan-Scharnierschildkröte in die Kategorie „unzureichende Datenlage“ (data deficient) der Roten Liste der IUCN aufgenommen. Im Jahre 2000 wurde der Status auf „ausgestorben“ (extinct) geändert, da die Yunnan-Scharnierschildkröte laut Informationslage der IUCN zuletzt im Jahre 1906 gesichtet wurde. In Studien aus den Jahren 2005 und 2006 wurde jedoch dargelegt, dass der letzte zuverlässige Nachweis im Jahre 1940 erfolgte. Im Jahre 2004 wurde auf einem Tiermarkt in Kunming ein lebendes Weibchen erworben, ein Jahr später wurde auf demselben Markt ein Männchen und im Jahre 2006 ein weiteres Weibchen entdeckt. Mitglieder der Asian Turtle Trade Working Group vermuteten zunächst, dass es sich bei diesen Tieren um absichtlich erzeugte Hybride handeln könnte, eine DNA-Analyse erbrachte jedoch im Jahre 2007 den Nachweis, dass die drei Tiere tatsächlich die verschollen geglaubte Yunnan-Scharnierschildkröte repräsentieren. Die Verbreitung der Yunnan-Scharnierschildkröte blieb lange unklar. Durch ihren Wert ist sie extrem begehrt. Mittlerweile befinden sich ca. 50 Exemplare in Gefangenschaft, den Großteil beherbergt eine Universität. Die Nachzucht gelingt vereinzelt. Die Art ist zum einen durch Absammeln und speziell durch Habitatszerstörung und Vergiftung (Anwendung von Düngemitteln und Chemikalien) bedroht. 2009 änderte die IUCN den Status von „ausgestorben“ (extinct) in „von Aussterben bedroht“ (critically endangered).